# KV Kortrijk in het seizoen 2011/12
KV Kortrijk komt in het seizoen 2011/12 uit in de Belgische Eerste Klasse. De voetbalclub eindigde vorig seizoen in de reguliere competitie op de tiende plaats waardoor het uitkwam in Play-off 2 groep B. Hierin werd de ploeg vierde. Dit seizoen staat trainer Hein Vanhaezebrouck voor het tweede seizoen op rij en het vijfde in totaal aan het roer van de club.

## Ploegsamenstelling

### Spelerskern
| Nr. | Naam                  | Nationaliteit         | Positie      | Contract      | Vorige club          |
| --- | --------------------- | --------------------- | ------------ | ------------- | -------------------- |
| 1   | Kristof Van Hout      | België                | Doelman      | 2014          | Standard Luik        |
| 16  | Darren Keet           | Zuid-Afrika           | Doelman      | 2015          | Bidvest Wits         |
| 2   | David Vandenbroeck    | België                | Verdediger   | 2012          | SV Zulte Waregem     |
| 3   | Baptiste Martin       | Frankrijk             | Verdediger   | 2012          | AJ Auxerre           |
| 5   | Rami Gershon          | Israël                | Verdediger   | 2012          | Standard Luik        |
| 6   | David Wijns           | België                | Verdediger   | 2013 (+optie) | KSK Heist            |
| 14  | Landry Mulemo         | België/ Congo         | Verdediger   | 2015          | Bucaspor             |
| 23  | Ervin Zukanović       | Bosnië en Herzegovina | Verdediger   | 2014          | KAS Eupen            |
| 4   | Ismaïla N'Diaye       | Frankrijk             | Middenvelder | 2014          | SM Caen              |
| 8   | Nebojša Pavlović      | Servië                | Middenvelder | 2013          | KSC Lokeren          |
| 11  | Mustapha Oussalah     | België                | Middenvelder | 2013          | Excelsior Moeskroen  |
| 12  | Geoffrey Ghesquière   | België                | Middenvelder | jeugdcontract | KSV Roeselare        |
| 17  | Gertjan De Mets       | België                | Middenvelder | 2014          | Club Brugge          |
| 19  | Brecht Dejaegere      | België                | Middenvelder | 2012          | beloften KV Kortrijk |
| 20  | Mohamed Messoudi      | België                | Middenvelder | 2012          | Willem II            |
| 21  | Brecht Capon          | België                | Middenvelder | 2014          | Club Brugge          |
| 77  | Péter Czvitkovics     | Hongarije             | Middenvelder | 2013          | Debreceni VSC        |
| 7   | Steven Joseph-Monrose | Frankrijk             | Aanvaller    | 2014          | RC Lens              |
| 10  | Ernest Webnje Nfor    | Kameroen              | Aanvaller    | 2014          | SV Zulte Waregem     |
| 18  | Pablo Chavarria       | Argentinië            | Aanvaller    | 2012          | RSC Anderlecht       |
| 9   | Dalibor Veselinović   | Servië                | Aanvaller    | 2012          | RSC Anderlecht       |

### Transfers

#### Inkomend
| Naam                  | Nationaliteit         | Positie      | Vorige club          | Opmerkingen                |
| --------------------- | --------------------- | ------------ | -------------------- | -------------------------- |
| David Wijns           | België                | Verdediger   | KSK Heist            | Contract tot 2013 (+optie) |
| Ernest Webnje Nfor    | Kameroen              | Aanvaller    | SV Zulte Waregem     | Contract tot 2014          |
| David Vandenbroeck    | België                | Verdediger   | SV Zulte Waregem     | Gehuurd tot 2012           |
| Péter Czvitkovics     | Hongarije             | Middenvelder | Debreceni VSC        | Contract tot 2013          |
| Ismaïla N'Diaye       | Frankrijk             | Middenvelder | SM Caen              | Contract tot 2014          |
| Kristof Van Hout      | België                | Doelman      | Standard Luik        | Contract tot 2014          |
| Darren Keet           | Zuid-Afrika           | Doelman      | Bidvest Wits         | Contract tot 2015          |
| Steven Joseph-Monrose | Frankrijk             | Aanvaller    | RC Lens              | Contract tot 2014          |
| Brecht Dejaegere      | België                | Middenvelder | beloften KV Kortrijk | Contract tot 2012          |
| Geoffrey Ghesquière   | België                | Middenvelder | KSV Roeselare        | jeugdcontract              |
| Ervin Zukanović       | Bosnië en Herzegovina | Verdediger   | KAS Eupen            | Contract tot 2014          |
| Landry Mulemo         | België/ Congo         | Verdediger   | Bucaspor             | Contract tot 2015          |
| Pablo Chavarria       | Argentinië            | Aanvaller    | RSC Anderlecht       | Gehuurd tot 2012           |
| Dalibor Veselinović   | Servië                | Aanvaller    | RSC Anderlecht       | Gehuurd tot 2012           |

#### Uitgaand
| Naam                    | Nationaliteit         | Positie      | Nieuwe club          | Opmerkingen     |
| ----------------------- | --------------------- | ------------ | -------------------- | --------------- |
| Glenn Verbauwhede       | België                | Doelman      | Club Brugge          | Gehuurde speler |
| Tom Vandenbossche       | België                | Doelman      | FCV Dender EH        | Vrije speler    |
| Loris Reina             | Frankrijk             | Verdediger   | ?                    | Vrije speler    |
| Toni Šunjić             | Bosnië en Herzegovina | Verdediger   | Zrinjski Mostar      | Gehuurde speler |
| Chemcedine El Araichi   | België                | Verdediger   | ?                    | Vrije speler    |
| Sven Kums               | België                | Middenvelder | sc Heerenveen        | Verkocht        |
| Davy De Beule           | België                | Middenvelder | Roda JC Kerkrade     | Vrije speler    |
| Giuseppe Rossini        | België / Italië       | Aanvaller    | SV Zulte Waregem     | Verkocht        |
| Stefan Šćepović         | Servië                | Aanvaller    | Club Brugge          | Gehuurde speler |
| Damien Lahaye           | België                | Doelman      | AFC Tubize           | Verkocht        |
| Ebrahima 'Ibou' Sawaneh | Gambia / Duitsland    | Aanvaller    | RAEC Mons            | Verhuurd        |
| Mario Carevic           | Kroatië               | Middelvelder | Maccabi Petach Tikwa | Verhuurd        |
| Karim Belhocine         | Frankrijk/ Algerije   | Verdediger   | Standard Liège       | Verkocht        |
| Dieter Meulenyzer       | België                | Aanvaller    | Standaard Wetteren   | Verhuurd        |

### Trainersstaf
| Naam                    | Nationaliteit | Functie                       |
| ----------------------- | ------------- | ----------------------------- |
| Hein Vanhaezebrouck     | België        | Hoofdtrainer                  |
| Yves Vanderhaeghe       | België        | Assistent-trainer             |
| Francky Vandendriessche | België        | Keeperstrainer                |
| Jean-Luc Vande Weghe    | België        | Fysiek- en revalidatietrainer |

## Wedstrijden

### Oefenwedstrijden
| 24 juni 2011 | KRC Bissegem - KV Kortrijk     | 1-8 |
| 28 juni 2011 | KSV Oudernaarde - KV Kortrijk  | 1-0 |
| 29 juni 2011 | OMS Ingelmunster - KV Kortrijk | 0-7 |
| 2 juli 2011  | RC Lens - KV Kortrijk          | 1-0 |
| 9 juli 2011  | Le Havre - KV Kortrijk         | 1-3 |
| 13 juli 2011 | SV Roeselare - KV Kortrijk     | 4-4 |
| 15 juli 2011 | KV Oostende - KV Kortrijk      | 0-2 |

### Bo Braem Cup
| 20 juli 2011 | KV Kortrijk - Eskişehirspor | 1-2 |

### Jupiler Pro League
| Wedstrijddetails                                                                          | Thuisploeg                                     | Uitslag             | Uitploeg                                                | Opstelling | Kaarten                                 |
| ----------------------------------------------------------------------------------------- | ---------------------------------------------- | ------------------- | ------------------------------------------------------- | --- | --------------------------------------- |
| Heenronde                                                                                 |                                                |                     |                                                         | |                                         |
| 30 juli 2011 20:00u Guldensporenstadion Kortrijk Scheidsrechter: Lardot                   | KV Kortrijk                                    | 1-1                 | SK Lierse                                               | Van Hout Capon, Vandenbroeck, Zukanovic, Oussalah Pavlovic, De Mets, Dejaegere (70' Messoudi), Czvitkovics (84' N'Diaye) Joseph-Monrose, Nfor                 | Pavlovic Oussalah Nfor                  |
| 30 juli 2011 20:00u Guldensporenstadion Kortrijk Scheidsrechter: Lardot                   | 54' Capon (pen)                                | 1-0 1-1             | 17' Maric                                               | Van Hout Capon, Vandenbroeck, Zukanovic, Oussalah Pavlovic, De Mets, Dejaegere (70' Messoudi), Czvitkovics (84' N'Diaye) Joseph-Monrose, Nfor                 | Pavlovic Oussalah Nfor                  |
| 7 augustus 2011 20:30u 't Kuipje Westerlo Scheidsrechter: Loeman                          | KVC Westerlo                                   | 0-0                 | KV Kortrijk                                             | Van Hout Capon, Vandenbroeck, Zukanovic, Oussalah Pavlovic, De Mets, Dejaegere (64' N'Diaye), Czvitkovics (47' Martin) Joseph-Monrose (73' Mulemo), Chavarria | Zukanovic Oussalah                      |
| 7 augustus 2011 20:30u 't Kuipje Westerlo Scheidsrechter: Loeman                          |                                                |                     |                                                         | Van Hout Capon, Vandenbroeck, Zukanovic, Oussalah Pavlovic, De Mets, Dejaegere (64' N'Diaye), Czvitkovics (47' Martin) Joseph-Monrose (73' Mulemo), Chavarria | Zukanovic Oussalah                      |
| 13 augustus 2011 20:00u Guldensporenstadion Kortrijk Scheidsrechter: Deckers              | KV Kortrijk                                    | 2-0                 | Cercle Brugge                                           | Van Hout Capon (90' Wijns), Vandenbroeck, Martin, Mulemo Pavlovic, De Mets, Czvitkovics (68' Veselinovic) Joseph-Monrose (84' Messoudi), Nfor, Chavarria      | Joseph-Monrose Messoudi                 |
| 13 augustus 2011 20:00u Guldensporenstadion Kortrijk Scheidsrechter: Deckers              | 17' Joseph-Monrose 67' Vandenbroeck            | 1-0 2-0             |                                                         | Van Hout Capon (90' Wijns), Vandenbroeck, Martin, Mulemo Pavlovic, De Mets, Czvitkovics (68' Veselinovic) Joseph-Monrose (84' Messoudi), Nfor, Chavarria      | Joseph-Monrose Messoudi                 |
| 21 augustus 2011 20:30u Stade Maurice Dufrasne Luik Scheidsrechter: Colemonts             | Standard Luik                                  | 3-1                 | KV Kortrijk                                             | Van Hout Capon (84' Wijns), Martin, Vandenbroeck, Mulemo Pavlovic, De Mets (46' Chavarria), N'Diaye, Messoudi Joseph-Monrose (46' Veselinovic), Nfor          | Capon Martin Messoudi Nfor Vandenbroeck |
| 21 augustus 2011 20:30u Stade Maurice Dufrasne Luik Scheidsrechter: Colemonts             | 8' Kanu 69' Nongu 93' Leye                     | 1-0 1-1 2-1 3-1     | 56' Veselinovic                                         | Van Hout Capon (84' Wijns), Martin, Vandenbroeck, Mulemo Pavlovic, De Mets (46' Chavarria), N'Diaye, Messoudi Joseph-Monrose (46' Veselinovic), Nfor          | Capon Martin Messoudi Nfor Vandenbroeck |
| 27 augustus 2011 20:00u Guldensporenstadion Kortrijk Scheidsrechter: Delferière           | KV Kortrijk                                    | 4-0                 | Sint-Truidense VV                                       | Van Hout Capon (79' N'Diaye), Martin, Zukanovic, Mulemo De Mets, Pavlovic, Czvitkovics (64' Messoudi) Veselinovic, Chavarria (66' Joseph-Monrose), Nfor       | Pavlovic                                |
| 27 augustus 2011 20:00u Guldensporenstadion Kortrijk Scheidsrechter: Delferière           | 27' Nfor 55' Veselinovic 68' Nfor 85' Messoudi | 1-0 2-0 3-0 4-0     |                                                         | Van Hout Capon (79' N'Diaye), Martin, Zukanovic, Mulemo De Mets, Pavlovic, Czvitkovics (64' Messoudi) Veselinovic, Chavarria (66' Joseph-Monrose), Nfor       | Pavlovic                                |
| 11 september 2011 18:00u Constant Vanden Stockstadion Anderlecht Scheidsrechter: Bultynck | RSC Anderlecht                                 | 2-0                 | KV Kortrijk                                             | Van Hout Capon, Martin, Vandenbroeck (11' Gershon), Mulemo (80' Dejaegere) Pavlovic, De Mets, Oussalah (66' Monrose), Messoudi Chavarria, Nfor                | Gershon Mulemo Nfor                     |
| 11 september 2011 18:00u Constant Vanden Stockstadion Anderlecht Scheidsrechter: Bultynck | 13' Jovanovic 53' Kljestan                     | 1-0 2-0             |                                                         | Van Hout Capon, Martin, Vandenbroeck (11' Gershon), Mulemo (80' Dejaegere) Pavlovic, De Mets, Oussalah (66' Monrose), Messoudi Chavarria, Nfor                | Gershon Mulemo Nfor                     |
| 17 september 2011 20:00u Guldensporenstadion Kortrijk Scheidsrechter: Verhé               | KV Kortrijk                                    | 2-0                 | Oud-Heverlee Leuven                                     | Van Hout Capon, Martin, Zukanovic, Mulemo (89' Gershon) Pavlovic, De Mets, Messoudi, Oussalah Veselinovic (75' Chavarria), Nfor (91' Dejaegere)               | Messoudi                                |
| 17 september 2011 20:00u Guldensporenstadion Kortrijk Scheidsrechter: Verhé               | 5' Oussalah 23' Capon                          | 1-0 2-0             |                                                         | Van Hout Capon, Martin, Zukanovic, Mulemo (89' Gershon) Pavlovic, De Mets, Messoudi, Oussalah Veselinovic (75' Chavarria), Nfor (91' Dejaegere)               | Messoudi                                |
| 24 september 2011 20:00u Regenboogstadion Waregem Scheidsrechter: Bourdouxhe              | Zulte Waregem                                  | 1-0                 | KV Kortrijk                                             | Van Hout Capon, Martin, Zukanovic, Mulemo Pavlovic, De Mets (76' N'Diaye), Oussalah (89' Joseph-Monrose) Veselinovic, Chavarria (76' Dejaegere), Nfor         | Capon                                   |
| 24 september 2011 20:00u Regenboogstadion Waregem Scheidsrechter: Bourdouxhe              | 59' Maréval                                    | 1-0                 |                                                         | Van Hout Capon, Martin, Zukanovic, Mulemo Pavlovic, De Mets (76' N'Diaye), Oussalah (89' Joseph-Monrose) Veselinovic, Chavarria (76' Dejaegere), Nfor         | Capon                                   |
| 1 oktober 2011 20:00u Guldensporenstadion Kortrijk Scheidsrechter: Colemonts              | KV Kortrijk                                    | 1-0                 | KV Mechelen                                             | Van Hout Capon, Martin, Zukanovic, Mulemo Pavlovic, De Mets (92' N'Diaye), Oussalah Veselinovic, Joseph-Monrose (85' Chavarria), Nfor                         | De Mets Oussalah Nfor Pavlovic          |
| 1 oktober 2011 20:00u Guldensporenstadion Kortrijk Scheidsrechter: Colemonts              | 77' Veselinovic                                | 1-0                 |                                                         | Van Hout Capon, Martin, Zukanovic, Mulemo Pavlovic, De Mets (92' N'Diaye), Oussalah Veselinovic, Joseph-Monrose (85' Chavarria), Nfor                         | De Mets Oussalah Nfor Pavlovic          |
| 15 oktober 2011 20:00u Stade Charles Tondreau Mons Scheidsrechter: Lardot                 | RAEC Mons                                      | 3-1                 | KV Kortrijk                                             | Van Hout Capon, Martin, Zukanovic, Mulemo (77' Joseph-Monrose) Pavlovic, De Mets, Oussalah, Messoudi Veselinovic (79' Chavarria), Nfor                        | Pavlovic Zukanovic Mulemo               |
| 15 oktober 2011 20:00u Stade Charles Tondreau Mons Scheidsrechter: Lardot                 | 42' Sapina 70' Perbet (pen) 75' Ibou           | 0-1 1-1 2-1 3-1     | 11' Oussalah                                            | Van Hout Capon, Martin, Zukanovic, Mulemo (77' Joseph-Monrose) Pavlovic, De Mets, Oussalah, Messoudi Veselinovic (79' Chavarria), Nfor                        | Pavlovic Zukanovic Mulemo               |
| 23 oktober 2011 18:00u Guldensporenstadion Kortrijk Scheidsrechter: De Bleeckere          | KV Kortrijk                                    | 2-1                 | Club Brugge                                             | Van Hout Capon, Martin (82' Czvitkovics), Zukanovic, Gershon N'Diaye, De Mets, Oussalah Veselinovic (72' Chavarria), Joseph-Monrose (69' Messoudi), Nfor      | N'Diaye Messoudi                        |
| 23 oktober 2011 18:00u Guldensporenstadion Kortrijk Scheidsrechter: De Bleeckere          | 82' Chavarria 85' Czvitkovics                  | 0-1 1-1 2-1         | 77' Zimling                                             | Van Hout Capon, Martin (82' Czvitkovics), Zukanovic, Gershon N'Diaye, De Mets, Oussalah Veselinovic (72' Chavarria), Joseph-Monrose (69' Messoudi), Nfor      | N'Diaye Messoudi                        |
| 29 oktober 2011 20:00u Daknamstadion Lokeren Scheidsrechter: Deckers                      | KSC Lokeren                                    | 1-4                 | KV Kortrijk                                             | Van Hout Martin, Zukanovic, Gershon, Oussalah Capon (83' Veselinovic), Pavlovic, N'Diaye Chavarria (73' Messoudi), Joseph-Monrose (87' De Mets), Nfor         | Nfor                                    |
| 29 oktober 2011 20:00u Daknamstadion Lokeren Scheidsrechter: Deckers                      | 54' Tshimanga                                  | 0-1 0-2 0-3 1-3 1-4 | 26' Joseph-Monrose 30' Zukanovic 43' Chavarria 65' Nfor | Van Hout Martin, Zukanovic, Gershon, Oussalah Capon (83' Veselinovic), Pavlovic, N'Diaye Chavarria (73' Messoudi), Joseph-Monrose (87' De Mets), Nfor         | Nfor                                    |
| 5 november 2011 20:00u Cristal Arena Genk Scheidsrechter: Boucaut                         | KRC Genk                                       | 2-2                 | KV Kortrijk                                             | Van Hout Martin (46' Oussalah), Zukanovic, Gershon, Mulemo Capon, Pavlovic, De Mets Chavarria (46' Veselinovic), Joseph-Monrose (81' N'Diaye), Nfor           |                                         |
| 5 november 2011 20:00u Cristal Arena Genk Scheidsrechter: Boucaut                         | 47' Vossen 89' Limbombe                        | 1-0 1-1 1-2 2-2     | 57' Nfor 67' Oussalah                                   | Van Hout Martin (46' Oussalah), Zukanovic, Gershon, Mulemo Capon, Pavlovic, De Mets Chavarria (46' Veselinovic), Joseph-Monrose (81' N'Diaye), Nfor           |                                         |
| 19 november 2011 20:00u Guldensporenstadion Kortrijk Scheidsrechter: Efong Nzolo          | KV Kortrijk                                    | 0-4                 | AA Gent                                                 | Van Hout Martin, Zukanovic, Gershon, Oussalah Capon (67' Messoudi), Pavlovic, N'Diaye Veselinovic (69' Chavarria), Joseph-Monrose (83' Czvitkovics), Nfor     | N'Diaye                                 |
| 19 november 2011 20:00u Guldensporenstadion Kortrijk Scheidsrechter: Efong Nzolo          |                                                | 0-1 0-2 0-3 0-4     | 31' Veselinovic (own) 37' Mboyo 43' Thijs 63' Melli     | Van Hout Martin, Zukanovic, Gershon, Oussalah Capon (67' Messoudi), Pavlovic, N'Diaye Veselinovic (69' Chavarria), Joseph-Monrose (83' Czvitkovics), Nfor     | N'Diaye                                 |
| 26 november 2011 20:00u 't Kiel Antwerpen Scheidsrechter: Boelen                          | Beerschot AC                                   | 0-1                 | KV Kortrijk                                             | Keet Martin, Zukanovic, Gershon, Oussalah Capon, Pavlovic, De Mets Chavarria (75' Dejaegere), Joseph-Monrose (90' Veselinovic), Nfor (94' Vandenbroeck)       | De Mets Keet Oussalah                   |
| 26 november 2011 20:00u 't Kiel Antwerpen Scheidsrechter: Boelen                          |                                                | 0-1                 | 22' Oussalah                                            | Keet Martin, Zukanovic, Gershon, Oussalah Capon, Pavlovic, De Mets Chavarria (75' Dejaegere), Joseph-Monrose (90' Veselinovic), Nfor (94' Vandenbroeck)       | De Mets Keet Oussalah                   |
| Terugronde                                                                                |                                                |                     |                                                         | |                                         |
| 3 december 2011 20:00u Jan Breydelstadion Brugge Scheidsrechter: Colemonts                | Cercle Brugge                                  | 1-2                 | KV Kortrijk                                             | Van Hout Martin, Zukanovic, Gershon Capon, Pavlovic, De Mets, Czvitkovics (75' Dejaegere) Veselinovic, Joseph-Monrose (91' Chavarria), Nfor                   | Capon Veselinovic                       |
| 3 december 2011 20:00u Jan Breydelstadion Brugge Scheidsrechter: Colemonts                | 85' Vetokele                                   | 0-1 0-2 1-2         | 21' Veselinovic 49' Pavlovic                            | Van Hout Martin, Zukanovic, Gershon Capon, Pavlovic, De Mets, Czvitkovics (75' Dejaegere) Veselinovic, Joseph-Monrose (91' Chavarria), Nfor                   | Capon Veselinovic                       |
| 10 december 2011 20:00u Guldensporenstadion Kortrijk Scheidsrechter: Delferière           | KV Kortrijk                                    | 1-0                 | KVC Westerlo                                            | Keet Martin, Zukanovic, Gershon Capon (68' Messoudi), Pavlovic, De Mets, Czvitkovics (76' Dejaegere) Veselinovic, JJoseph-Monrose (89' Chavarria), Nfor       |                                         |
| 10 december 2011 20:00u Guldensporenstadion Kortrijk Scheidsrechter: Delferière           | 65' Veselinovic                                | 1-0                 |                                                         | Keet Martin, Zukanovic, Gershon Capon (68' Messoudi), Pavlovic, De Mets, Czvitkovics (76' Dejaegere) Veselinovic, JJoseph-Monrose (89' Chavarria), Nfor       |                                         |
| 17 december 2011 20:00u Herman Vanderpoortenstadion Lier Scheidsrechter: Virant           | Lierse SK                                      | 2-0                 | KV Kortrijk                                             | Van Hout Martin (61' Messoudi), Zukanovic, Gershon, Oussalah Capon, Pavlovic, De Mets, Czvitkovics (61' Joseph-Monrose) Veselinovic, Nfor                     | Gershon Nfor                            |
| 17 december 2011 20:00u Herman Vanderpoortenstadion Lier Scheidsrechter: Virant           | 50' Frans 86' Claasen                          | 1-0 2-0             |                                                         | Van Hout Martin (61' Messoudi), Zukanovic, Gershon, Oussalah Capon, Pavlovic, De Mets, Czvitkovics (61' Joseph-Monrose) Veselinovic, Nfor                     | Gershon Nfor                            |
| 26 december 2011 18:00u Guldensporenstadion Kortrijk Scheidsrechter: Wouters              | KV Kortrijk                                    | 2-0                 | Standard Luik                                           | Van Hout De Mets, Zukanovic, Gershon, Oussalah Pavlovic, Messoudi (72' Czvitkovics), Capon, Chavarria (93' Joseph-Monrose) Nfor, Veselinovic (86' N'Diaye)    | Zukanovic Nfor Belhocine                |
| 26 december 2011 18:00u Guldensporenstadion Kortrijk Scheidsrechter: Wouters              | 80' De Mets 95' Joseph-Monrose                 | 1-0 2-0             |                                                         | Van Hout De Mets, Zukanovic, Gershon, Oussalah Pavlovic, Messoudi (72' Czvitkovics), Capon, Chavarria (93' Joseph-Monrose) Nfor, Veselinovic (86' N'Diaye)    | Zukanovic Nfor Belhocine                |

### Beker van België
| Wedstrijddetails                                                               | Thuisploeg                | Uitslag   | Uitploeg          | Opstelling | Kaarten                  |
| ------------------------------------------------------------------------------ | ------------------------- | --------- | ----------------- | --- | ------------------------ |
| 20 september 2011 20:30u Guldensporenstadion Kortrijk Scheidsrechter: Boelen   | KV Kortrijk               | 1-1 (6-4) | Royal Antwerp FC  | Keet (116' Van Hout) Capon, Martin, Zukanovic, Mulemo N'Diaye, De Mets, Dejaegere (34' Oussalah), Czvitkovics (68' Messoudi) Joseph-Monrose, Chavarria  | Dejaegere Joseph-Monrose |
| 20 september 2011 20:30u Guldensporenstadion Kortrijk Scheidsrechter: Boelen   | 51' Joseph-Monrose        | 0-1 1-1   | 29' Dosunmu       | Keet (116' Van Hout) Capon, Martin, Zukanovic, Mulemo N'Diaye, De Mets, Dejaegere (34' Oussalah), Czvitkovics (68' Messoudi) Joseph-Monrose, Chavarria  | Dejaegere Joseph-Monrose |
| 26 oktober 2011 20:30u Guldensporenstadion Kortrijk Scheidsrechter: Virant     | KV Kortrijk               | 1-0       | Sint-Truidense VV | Keet Martin, Zukanovic, Gershon, Mulemo Pavlovic, De Mets, Messoudi (74' Dejaegere), Czvitkovics (84' Joseph-Monrose) Veselinovic (66' Chavarria), Nfor | Mulemo                   |
| 26 oktober 2011 20:30u Guldensporenstadion Kortrijk Scheidsrechter: Virant     | 50' Nfor                  | 1-0       |                   | Keet Martin, Zukanovic, Gershon, Mulemo Pavlovic, De Mets, Messoudi (74' Dejaegere), Czvitkovics (84' Joseph-Monrose) Veselinovic (66' Chavarria), Nfor | Mulemo                   |
| 21 december 2011 20:30u Guldensporenstadion Kortrijk Scheidsrechter: Vervecken | KV Kortrijk               | 2-0       | Beerschot AC      | Keet Capon, Zukanovic, Gershon Oussalah, Pavlovic, De Mets, Messoudi (Dejaegere) Veselinovic, Chavarria (Monrose), Nfor                                 |                          |
| 21 december 2011 20:30u Guldensporenstadion Kortrijk Scheidsrechter: Vervecken | Zukanovic (pen.) Messoudi |           |                   | Keet Capon, Zukanovic, Gershon Oussalah, Pavlovic, De Mets, Messoudi (Dejaegere) Veselinovic, Chavarria (Monrose), Nfor                                 |                          |
| 18 januari 2012 20:30u Olympisch Stadion Antwerpen Scheidsrechter: /           | Beerschot AC              | 2-1       | KV Kortrijk       | |                          |
| 18 januari 2012 20:30u Olympisch Stadion Antwerpen Scheidsrechter: /           |                           |           |                   | |                          |
| 1 februari 2012 20:30u Stade Charles Tondreau Mons Scheidsrechter: /           | RAEC Mons                 | 1-2       | KV Kortrijk       | |                          |
| 1 februari 2012 20:30u Stade Charles Tondreau Mons Scheidsrechter: /           |                           |           |                   | |                          |
| 8 februari 2012 20:30u Guldensporenstadion Kortrijk Scheidsrechter: /          | KV Kortrijk               | 2-2       | RAEC Mons         | |                          |
| 8 februari 2012 20:30u Guldensporenstadion Kortrijk Scheidsrechter: /          |                           |           |                   | |                          |

## Statistieken

### Overzicht competitie
| Speeldag  | 1 | 2  | 3 | 4  | 5 | 6  | 7  | 8  | 9  | 10 | 11 | 12 | 13 | 14 | 15 | 16 | 17 | 18 | 19 | 20 | 21 | 22 | 23 | 24 | 25 | 26 | 27 | 28 | 29 | 30 |
| --------- | - | -- | - | -- | - | -- | -- | -- | -- | -- | -- | -- | -- | -- | -- | -- | -- | -- | -- | -- | -- | -- | -- | -- | -- | -- | -- | -- | -- | -- |
| Resultaat | G | G  | W | V  | W | V  | W  | V  | W  | V  | W  | W  | G  | V  | W  | W  | W  | V  | W  | G  | V  | W  | G  |    |    |    |    |    |    |    |
| Punten    | 1 | 2  | 5 | 5  | 8 | 8  | 11 | 11 | 14 | 14 | 17 | 20 | 21 | 21 | 24 | 27 | 30 | 30 | 33 | 34 | 34 | 37 | 38 |    |    |    |    |    |    |    |
| Positie   | 8 | 10 | 4 | 11 | 6 | 10 | 7  | 8  | 6  | 7  | 6  | 5  | 6  | 7  | 6  | 5  | 4  | 5  | 4  | 5  | 5  | 4  | 5  |    |    |    |    |    |    |    |

### Doelpunten
| Nr. | Naam                  | Competitie | Beker van België | Totaal |
| --- | --------------------- | ---------- | ---------------- | ------ |
| 9   | Dalibor Veselinović   | 5          | 0                | 5      |
| 10  | Ernest Nfor           | 4          | 1                | 5      |
| 11  | Mustapha Oussalah     | 4          | 0                | 4      |
| 7   | Steven Joseph-Monrose | 2          | 1                | 3      |
| 18  | Pablo Chavarria       | 2          | 0                | 2      |
| 21  | Brecht Capon          | 2          | 0                | 2      |
| 2   | David Vandenbroeck    | 1          | 0                | 1      |
| 20  | Mohamed Messoudi      | 1          | 0                | 1      |
| 23  | Ervin Zukanović       | 1          | 0                | 1      |
| 77  | Péter Czvitkovics     | 1          | 0                | 1      |
| 8   | Nebosja Pavlovic      | 1          | 0                | 1      |
|     |                       | 24         | 2                | 26     |

## Voorlopige stand
| Pl. | Club            | Gesp. | W  | V  | G  | GV | GT | Ptn. | Kwalificatie of degradatie |
| --- | --------------- | ----- | -- | -- | -- | -- | -- | ---- | -------------------------- |
| 1   | RSC Anderlecht  | 23    | 15 | 3  | 5  | 44 | 19 | 50   | Play-off I                 |
| 2   | AA Gent         | 23    | 13 | 6  | 4  | 50 | 25 | 43   | Play-off I                 |
| 3   | Club Brugge     | 23    | 13 | 6  | 4  | 37 | 25 | 43   | Play-off I                 |
| 4   | Standard Luik   | 23    | 11 | 4  | 8  | 32 | 25 | 41   | Play-off I                 |
| 5   | KV Kortrijk     | 23    | 11 | 7  | 5  | 28 | 22 | 38   | Play-off I                 |
| 6   | Racing Genk     | 23    | 10 | 6  | 7  | 46 | 31 | 37   | Play-off I                 |
| 7   | Cercle Brugge   | 23    | 9  | 7  | 7  | 29 | 27 | 34   | Play-off II                |
| 8   | KV Mechelen     | 23    | 8  | 9  | 6  | 34 | 41 | 30   | Play-off II                |
| 9   | Beerschot AC    | 23    | 7  | 8  | 8  | 34 | 33 | 29   | Play-off II                |
| 10  | RAEC Mons       | 23    | 7  | 9  | 7  | 39 | 42 | 28   | Play-off II                |
| 11  | KSC Lokeren     | 23    | 6  | 8  | 9  | 31 | 34 | 27   | Play-off II                |
| 12  | Lierse SK       | 23    | 5  | 9  | 9  | 20 | 30 | 24   | Play-off II                |
| 13  | OH Leuven       | 23    | 5  | 11 | 7  | 27 | 44 | 22   | Play-off II                |
| 14  | Zulte Waregem   | 23    | 3  | 8  | 12 | 21 | 29 | 21   | Play-off II                |
| 15  | Westerlo        | 23    | 4  | 14 | 5  | 20 | 39 | 17   | Play-off voor degradatie   |
| 16  | Sint-Truiden VV | 23    | 2  | 14 | 7  | 25 | 51 | 13   | Play-off voor degradatie   |

2006/07 ·
2007/08 ·
2008/09 ·
2009/10 ·
2010/11 ·
2011/12 ·
2012/13 ·
2013/14 ·
2014/15 ·
2015/16 ·
2016/17 ·
2017/18 ·
2018/19 ·
2019/20 ·
2020/21 ·
2021/22 ·